# Bassurels
Bassurels település Franciaországban, Lozère megyében. Lakosainak száma 63 fő (2022. január 1.). Bassurels Rousses, Vebron, Le Pompidou, Saint-André-de-Valborgne, Meyrueis, Gatuzières és Val-d'Aigoual községekkel határos.

## Népesség
A település népességének változása:
| Lakosok száma | 85   | 58   | 65   | 75   | 48   | 62   | 61   | 65   | 67   | 63   |
|               | 1968 | 1982 | 1990 | 2006 | 2013 | 2015 | 2017 | 2019 | 2020 | 2022 |